# George Vernot
 (décembre 2020).
Si vous disposez d'ouvrages ou d'articles de référence ou si vous connaissez des sites web de qualité traitant du thème abordé ici, merci de compléter l'article en donnant les références utiles à sa vérifiabilité et en les liant à la section « Notes et références ».
George Edward Vernot est un ancien nageur canadien né à Montréal le 27 février 1901. Il est mort le 22 novembre 1962. Il a participé aux Jeux olympiques de 1920 et de 1924 à Paris.

## Jeux olympiques
- Jeux olympiques de 1920 à Anvers 
  -  Médaille d'argent sur 1 500 m libre, en 22 min 36 s 4.
  -  Médaille de bronze sur 400 m libre. en 5 min 29 s 6.

- Jeux olympiques d'été de 1924 à Paris
  - septième sur le 400 mètres nage libre
  - huitième sur le 1 500 m nage libre.

## Parcours
Il a dirigé l'équipe de natation de McGill de 1922 à 1925 et était un buteur dans l'équipe de water-polo.
Il a établi des records de nage libre universitaires canadiens sur des distances de 50 à 220 yards.